# Nicole Vogel
Nicole Vogel (* 1958) ist eine deutsche Journalistin, Lektorin und Sängerin christlicher Popmusik.

## Leben
Nicole Vogel absolvierte zunächst eine Ausbildung zur Redakteurin und studierte später Germanistik und Psychologie. Anschließend arbeitete sie drei Jahre für das Feuilleton der Gießener Tageszeitung. 1986 erschien ihr Debüt-Album Ich bin ver-rückt im christlichen Plattenlabel Lord Records. Im Folgenden eröffneten sich ihr  Projektmitwirkungen bei  Konzepten, Musicals, Oratorien der Musiker der christlichen Szene wie Johannes Nitsch und Johnny Jaworksi. Ebenso war sie Mitglied im Chor Aufwind, der sich aus  christlichen Popsängerinnen und -sängern zusammensetzte.

## Diskografie
- 1986 Ich bin ver-rückt (Lord Records)
- 198? Vogelperspektiven (Lord Records)
- 1986 Die Geschichte vom Zachäus: Eine musikalische Reportage (Kitty)
- 1993 Augen voll Sonne (Hänssler Music)
- 1982 Lebenslieder (mit: Aufwind) (Abakus Musik)
- 1994 Drei Tage: Oratorium (Hänssler Music)